# Kids See Ghosts
Albums de Kanye West
Ye
(2018) Jesus Is King
(2019)
Albums de Kid Cudi
Passion, Pain and Demon Slayin'
(2016) Man on the Moon III: The Chosen
(2020)

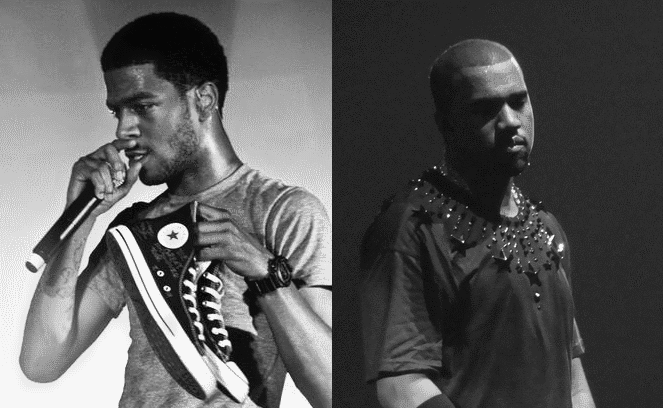

Kids See Ghosts est un album studio commun des rappeurs américains Kanye West et Kid Cudi, sorti en 2018, sur les labels GOOD Music et Def Jam.

## Historique
Kids See Ghosts s'inscrit dans une série d'albums de 7 titres produits par Kanye West et sortis à une semaine d'intervalle. Il est ainsi précédé de Daytona de Pusha T (25 mai) et Ye de Kanye West (1er juin). Il est suivi par Nasir de Nas (15 juin) et enfin KTSE de Teyana Taylor (22 juin).

## Critiques
Dans Le Figaro, Robin Cannone écrit notamment « Les deux rappeurs signent un album électro-psychédélique au ton très sombre, marqué par leur récent combat contre la dépression et divers troubles mentaux ».
Sur le site Clique, on peut notamment lire « L’atmosphère sonore du disque est traversée de voix, de rires malicieux, d’échos, de complaintes, de samples vaporeux. On peine un peu à déceler l’empreinte musicale de Kid Cudi sur les premiers morceaux, tant l’impulsivité de Kanye West capte l’attention. [...] West emmène l’album sur des territoires qui rappellent ceux abordés dans Watch the Throne, son tour de force en duo avec Jay-Z. Il s’agit donc de fanfaronner, de s’expliquer mais pas de s’excuser, tout en s’interrogeant sur la célébrité et ses conséquences ».

## Liste des titres
Crédits adaptés de Tidal
| 1.    | Feel the Love                         | - Scott Mescudi - Kanye West - Mike Dean                                   | - West - Dot da Genius (additionnel) - Dean (add.)        | 2:45 |
| 2.    | Fire                                  | - West - Mescudi                                                           | - West - Boogz - André 3000 - Kid Cudi                    | 2:20 |
| 3.    | 4th Dimension (featuring Louis Prima) | - West - Mescudi - Louis Prima - Dean                                      | - West - Dean (add.)                                      | 2:33 |
| 4.    | Freeee (Ghost Town, Pt. 2)            | - Mescudi - West - Tyrone Griffin Jr - Dean - Jeff Bhasker - Corin Littler | - Kid Cudi - West - Bhasker (add.)                        | 3:26 |
| 5.    | Reborn                                | Mescudi                                                                    | - Kid Cudi - Dot da Genius - Plain Pat - Evan Mast (add.) | 5:24 |
| 6.    | Kids See Ghosts                       | - Mescudi - West - Dante Smith                                             | - Kid Cudi - West - Plain Pat - Andrew Dawson (add.)      | 4:05 |
| 7.    | Cudi Montage                          | - Mescudi - West - Dean - Kurt Cobain                                      | - Kid Cudi - Dot da Genius - Dean (add.)                  | 3:17 |
| 23:53 |                                       |                                                                            |                                                           |      |

Notes
- Feel The Love contient une apparition non créditée de Pusha T[4]
- Freeee (Ghost Town, Pt. 2) contient des voix de Ty Dolla Sign[3]
- Kids See Ghosts contient des voix non créditées de Mos Def[5]
- Cudi Montage contient des voix non créditées de Mr Hudson[6]

## Samples
- Fire contient un sample de They're Coming to Take Me Away, Ha-Haaa! de Napoléon XIV.
- 4th Dimension contient des samples de What Will Santa Claus Say (When He Finds Everybody Swingin’) de Louis Prima et de Someday de Shirley Ann Lee[6].
- Freeee (Ghost Town, Pt. 2) contient un sample de Stark de Corin "Mr. Chop" Littler[5].
- Cudi Montage contient un sample de Burn the Rain de Kurt Cobain[6].